# Bahnhof Wuppertal-Mirke

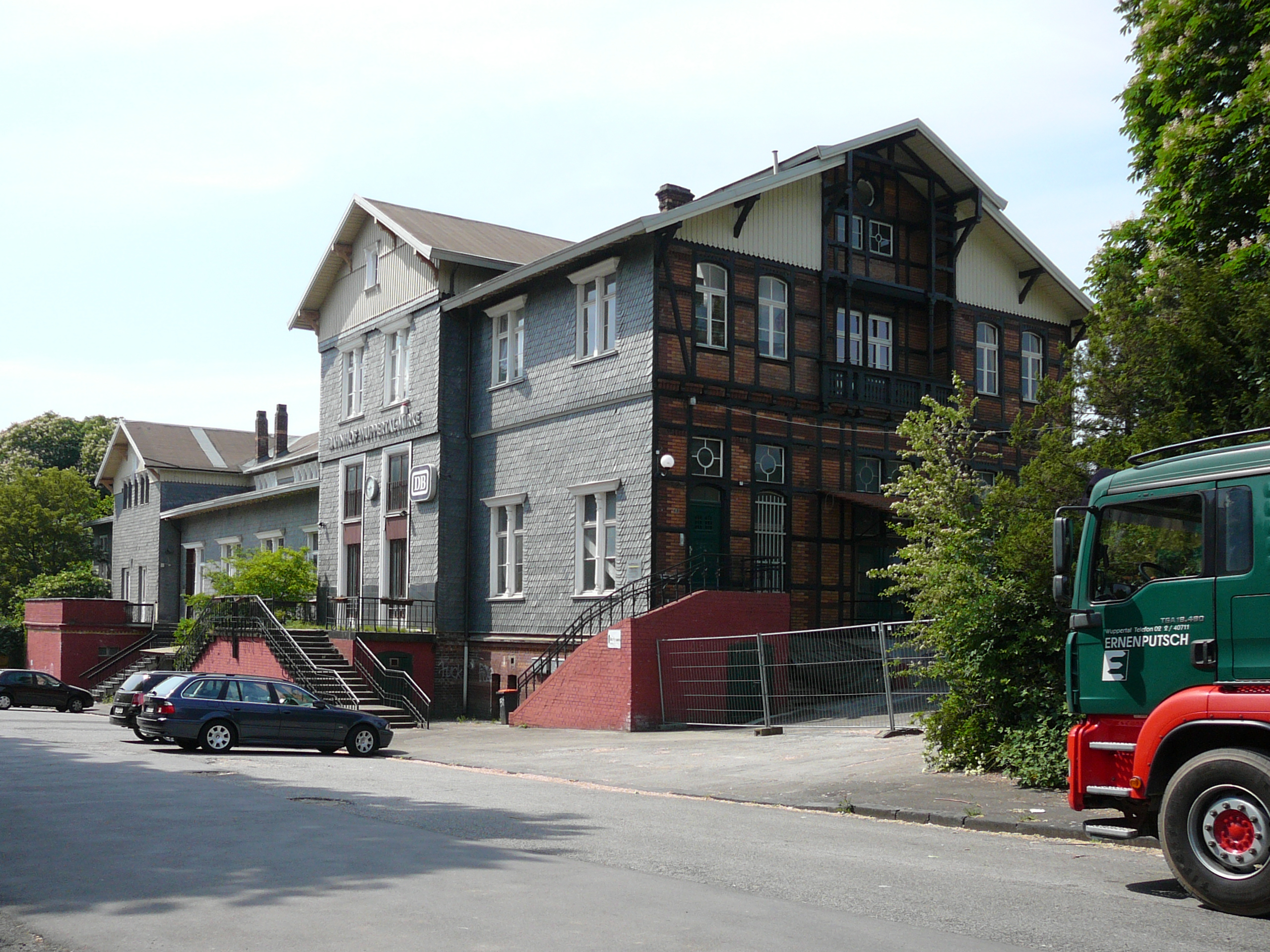
Straßenseite des ehemaligen Mirker Bahnhofs (2007)

Der Bahnhof Wuppertal-Mirke (auch: Mirker Bahnhof) ist ein historischer Bahnhof in Wuppertal. Das Bahnhofsgebäude (Empfangsgebäude) wurde 1987 in der Baudenkmal-Liste eingetragen.

## Das Bahnhofsgebäude

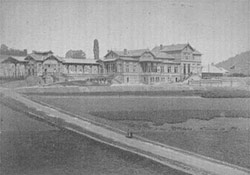
Darstellung kurz nach dem Bau

Die „Wuppertaler Nordbahn“ wurde von der Rheinischen Eisenbahn-Gesellschaft (RhE) ab 1873 als Konkurrenzstrecke zur Stammstrecke der Bergisch-Märkischen Eisenbahn-Gesellschaft (BME) gebaut und am 15. September 1879 eröffnet.
Das Bahnhofsgebäude von dem Architekten Eberhard Wulff wurde 1882 fertig gestellt und sollte damals als zweiter Hauptbahnhof mit dem 1848 erbauten Bahnhof Elberfeld am Döppersberg konkurrieren. Dabei wurde das Bahnhofsgebäude auf der grünen Wiese platziert, wie es das zeitgenössische Foto zeigt. Die Bebauung der Nordstadt Elberfelds ging damals bis zur Albrechtstraße in der Höhe der damaligen Kreuzkirche. Zur Zeit der Erbauung war nur die Nordstraße als unbefestigter Weg vorhanden und führte an Äckern vorbei.
Schon kurz nach der Eröffnung des Mirker Bahnhofs umgab die rasant wachsende Stadt den Bahnhof, die Friedrichstraße stellte eine wichtige Zubringerstraße zum Neumarkt dar und wurde hinter der Kreuzkirche als Neue Friedrichstraße bis zum Bahnhof verlängert. Gleichzeitig verband die Friedrichstraße beide Hauptbahnhöfe Elberfelds.
Ursprünglich sollte das Bahnhofsgebäude repräsentativer sein als das der BME, aus finanziellen Gründen blieb es jedoch bei einer bescheideneren Ausführung. Es wurde aus mehreren Teilelementen erbaut, die dem regionalen bergischen Stil mit Fachwerkelementen angepasst sind. Zahlreiche wirtschaftliche Betriebe siedelten sich im Umfeld des Bahnhofs an, darunter auch die namhaften Gold-Zack Werke AG und die Zwirnerei Hebebrand.
In der Mitte des 20. Jahrhunderts wurde die nunmehr bundesbahneigene Rheinische Strecke mehr und mehr zur Nebenstrecke. In der Folge verlor der Bahnhof an Bedeutung. Noch bis Mitte der 1970er Jahre gab es einen Fahrkartenverkaufsschalter. Einrichtungen wie Fundbüro und Expressgutabfertigung wurden bereits früher eingestellt.
Am 27. September 1991 wurde die Strecke für den Personenverkehr ganz stillgelegt. Das Bahnhofsgebäude blieb danach ohne Nutzung.
In der letzten Phase der Streckennutzung wurde die Strecke von Zügen der DB-Baureihe ETA 150 befahren, zuletzt mit je zwei Zügen in beide Richtungen.
Nach der Stilllegung verfiel das Bahnhofsgelände zusehends. Zunächst wurde die Überdachung des Bahnsteiges entfernt, später wurde auch der Gleiskörper entfernt.
Heute liegt das Gebäude am Radweg „Nordbahntrasse“.

## Heutige Nutzung
Das Gebäude wurde am 31. August 1987 in die Baudenkmal-Liste eingetragen.
Als Filmkulisse dienten die Innenräume 2003 für die Abschlussbilder des Spielfilms „Bye Bye Blackbird“ und 2013 für den Film „King Ping“ sowie für verschiedene Kurzfilme und Musikvideos.
Das Gebäude, das sich nicht im besten Zustand befand, sollte durch eine kleine Gruppe zu einem Theater umfunktioniert werden. Olaf Reitz, Reinhard Schiele und Thomas Beimel, die das Theater-Projekt initiiert haben, gründeten dazu den Verein „Kultur im Mirker Bahnhof“ Wuppertal e. V. Von der NRW-Stiftung Naturschutz, Heimat- und Kulturpflege wurden außerdem 70.000 Euro zugesagt. Das „Theater Paradies“ sollte im alten Wartesaal erster Klasse schon im Jahr 2004 eröffnet werden. Da das Gebäude aber unter Zwangsverwaltung stand, weil sich der Käufer der Immobilie verspekuliert hatte und es Zerwürfnisse mit dem Vermieter gab, zögerte sich das Projekt immer weiter hinaus.
Einen weiteren Rückschlag erlebte das Theater Paradies, als am 13. Januar 2007 der Diebstahl von 18 wertvollen historischen Fenstern bemerkt wurde. Polizei und Denkmalschutzbehörde nahmen die Ermittlungen zu den bemalten bleiverglasten Rundfenstern auf.
Olaf Reitz versuchte, das Theater-Projekt durch die Verbindung mit dem Vorhaben der Wuppertalbewegung e. V., die Rheinische Strecke in einen Radwanderweg umzuwandeln, zu verknüpfen. Unbekannte Täter verübten am 27. April 2008 einen Brandanschlag auf das Gebäude, bei dem Brandbeschleuniger verwendet wurden. Es entstand geringer Sachschaden.

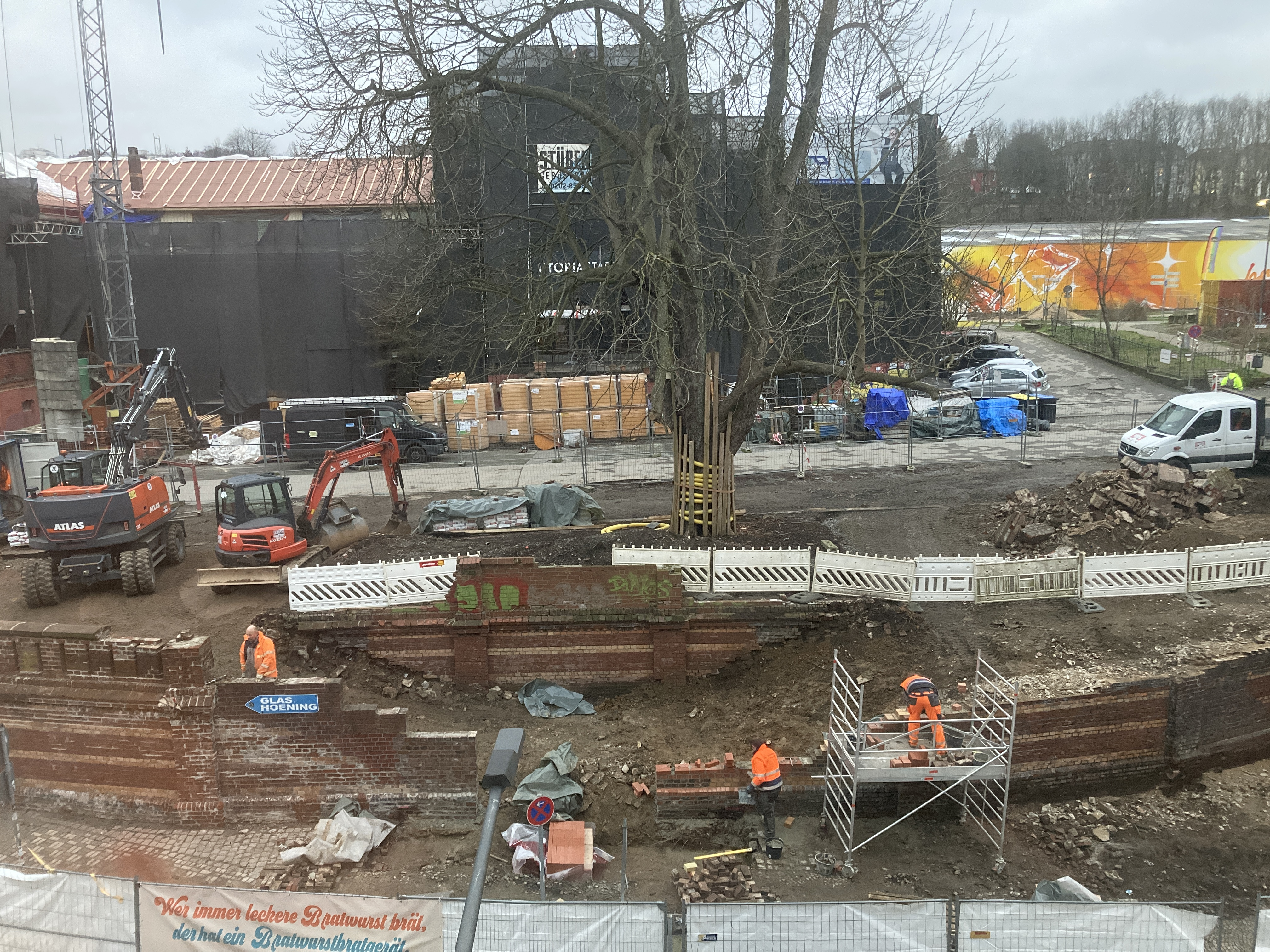
Sanierung der Treppenanlage zum Bahnhof Wuppertal-Mirke, eingerüstetes Hauptgebäude, Januar 2021

Zuvor, im Sommer 2006, kam es für wenige Wochen zu einer Besetzung des Bahngeländes durch eine Gruppe von Bauwagen-Bewohnern. Die Reaktion der Anlieger war geteilt. Ein Anlieger versorgte die Wagenburg mit Strom, während andere, vor allem auf Publikumsverkehr angewiesene Anlieger, die baldige Räumung des Geländes begrüßten. Außerdem war in dem Gebäude eine Arztpraxis untergebracht, eine Tanzschule nutzt bis heute die Räumlichkeiten.
Seit 2019 wird das Hauptgebäude mithilfe einer Förderung durch das Land NRW sowie der Stadt Wuppertal sowie einem in Eigenleistung zu erbringenden Anteil von 14 % saniert. Im Zuge der Vorbereitungen für den Solar Decathlon Europe auf dem Utopiastadt-Campus 2022 sanierte die Stadt Wuppertal den historischen Treppenaufgang zum Bahnhof.

### Utopiastadt

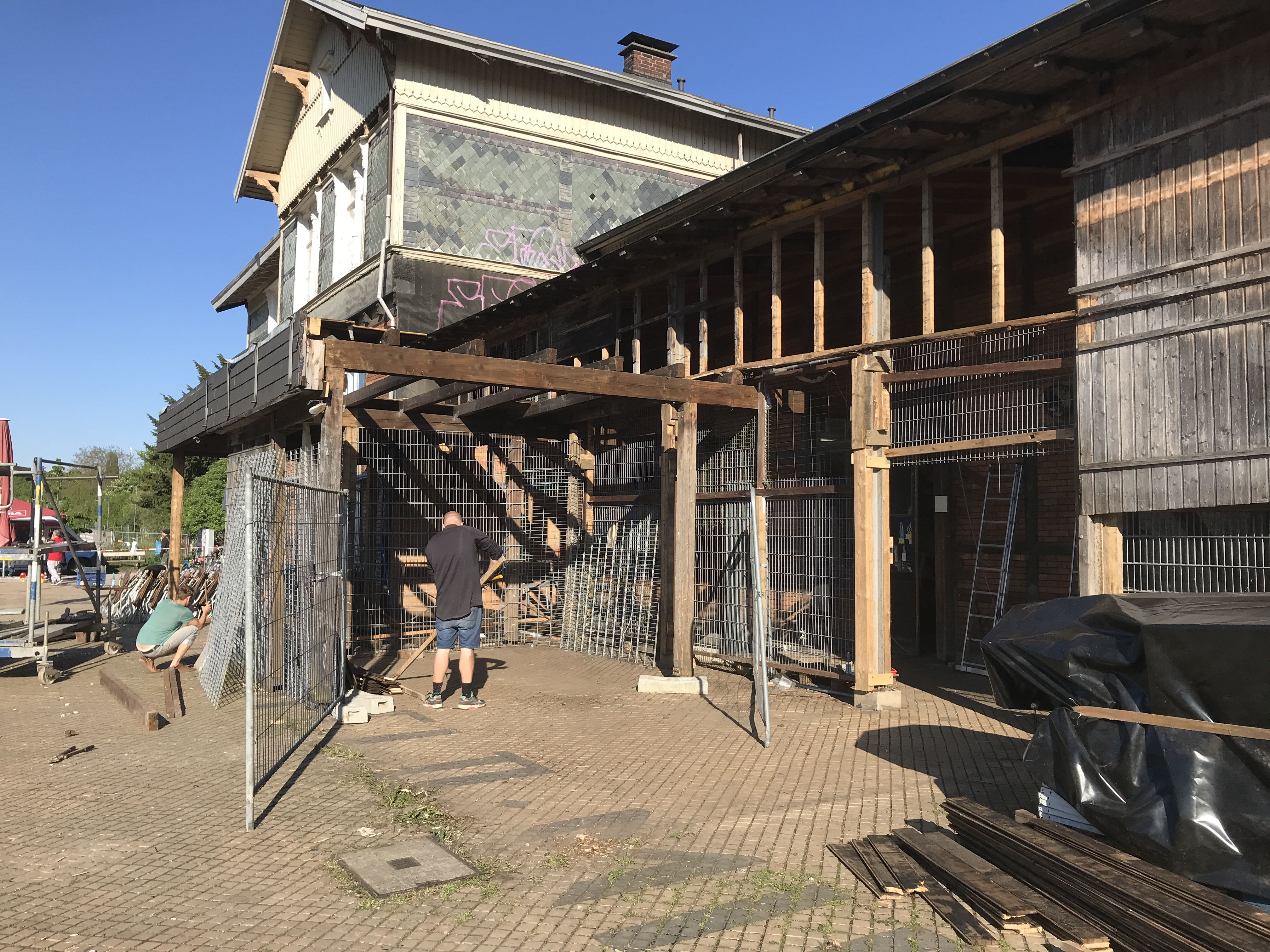
Utopiastadt, Bahnhof Wuppertal-Mirke, Sanierung Hauptgebäude 2021, Rückbau eines Holz-Drahtgitter-Anbaus

Seit 2011 beherbergt der Bahnhof „Utopiastadt“, ein Kreativnetzwerk mit Büros, Ateliers und Coworking Space. Im Projekt angesiedelt sind seitdem unter anderem der Hackerspace /dev/tal, die Gastronomie „Hutmacher“, ein kostenloser Fahrradverleih „Utopiastadtrad“ und die „Utopiawerkstadt“ als offene Werkstatt/Fablab. Weiter findet mit dem „Utopiastadtgarten“ Urban Gardening-Projekt statt.
Das Projekt wurde mit mehreren Preisen ausgezeichnet, unter anderem dem „Bundespreis europäische Stadt“ und dem Deutschen Nachbarschaftspreis in Nordrhein-Westfalen.
Überregionale Strahlkraft entwickelt hat das Projekt in den Bereichen Bürgerengagement, Sozialpolitik und -forschung sowie der kommunalen Entwicklung.